# 토리 (용어)
토리(Tory)는 전통주의와 군주주의를 기반으로한 영국의 보수주의 운동, 정치 철학을 의미한다.

## 의미
원래는 16세기 즈음에 영국의 반군주주의적 보수주의, 자유주의자들이 군주주의자들을 조롱하기 위해 쓰던말이였으나, 이후에는 평범한 정치용어로 자리잡았으며, 17세기부터 군주주의적 보수주의자들에 의해 토리당이 창당되면서 단순히 정당이름을 가리키는 것이기도 하며, 영국정치가 발전하면서 입헌 군주제가 온전하게 완성된 이후부터는 토리당이 당명을 보수당으로 바꾸면서 단순히 영국의 보수주의자들을 가리키는 의미로 쓰이기도 한다.
참고로 토리가 가리키는 보수주의는 토리당에 이질적으로 반대한 휘그당 소속이였던 애드먼드 버크가 추구한 보수주의와는 거리가 멀다.